# Liste der Gutsherren von Wandsbek
Das Holsteinische Gut Wandsbek wurde nach unterschiedlichen Angaben 1472 bzw. 1496 gegründet. Eine Liste der ersten Gutsherren ist nicht nur unvollständig, sie widerspricht auch diesen Angaben, indem schon Besitzer ab 1460 genannt werden. Möglicherweise hat ihnen die Landesherrschaft jedoch nur das gleichnamige Dorf verpfändet.

## Das (Erste) Gut
| Zeitraum  | Gutsbesitzer                                                          | Erwerb durch |
| --------- | --------------------------------------------------------------------- | ------------ |
| 1460–1465 | Johann tom Berge, Hamburger Ratsherr                                  | Verpfändung  |
| 1465      | Clawes de Sware und Hoyger Tzerneholt, Hamburger Bürger               | Verpfändung  |
| ?         | Hinrick Murme(i)ster, Hamburger Bürgermeister                         | Verpfändung  |
| 1505      | Kord von Winthem, auch: Cort von Wenshen / Winthern, Hamburger Bürger | Pacht        |
| ?         | Matthias Rantzau                                                      | Verpfändung  |
| 1520      | Jacob Rantzau, sein Bruder                                            | Verpfändung  |
| ?         | Detlev Reventlow, Hamburger Domherr und Propst des Klosters Reinbek   | Verpfändung  |

## Das Adlige Gut
1524 wurde Wandsbek adliges Gut, über das der Besitzer frei verfügen konnte.
| Zeitraum  | Gutsbesitzer | Erwerb durch |
| --------- | --- | --- |
| 1525–1534 | Dr. Hinrich Salsborg [Salßborch], Hamburger Bürgermeister | Schenkung |
| 1534–1553 | Anna Salsborg geb. v. Mehre († 1553) [Salßborch, Salzburger] seine Witwe | Erbschaft |
| 1554–1557 | Heinrich von Zesterfleth, zweiter Gatte der Witwe Salsborg | Erbschaft |
| 1554–1557 | Streit um das Gut zwischen den Erben Anna Salsborgs, den Familien von Spreckelsen und von Zeven, sowie Heinrich von Zesterfleth                                                                        | Streit um das Gut zwischen den Erben Anna Salsborgs, den Familien von Spreckelsen und von Zeven, sowie Heinrich von Zesterfleth |
| 1557–1564 | Adam Traziger, Hamburger Ratssyndikus und seit 1558 Kanzler Herzog Adolfs am Gottorfer Hof | Lehen |
| 1564–1598 | Heinrich Rantzau, Statthalter (produx cimbricus) des dänischen Königs für den königlichen Anteil von Schleswig-Holstein                                                                                | Kauf |
| 1599–1614 | Breido [Breide] Rantzau, sein Sohn, dänischer Reichsrat | Erbschaft/Kauf |
| 1614      | König Christian IV. von Dänemark | Kauf |
| 1614–1627 | Adam Basilier | Pacht |
| 1627–1628 | Abondio Somigliano, kaiserlicher Postmeister von Hamburg | als Kriegsbeute |
| 1630–1639 | Berend von Hagen, dänischer Oberst | Pacht |
| 1640–1645 | Christian Graf von Pentz, Schwiegersohn König Christians IV., Gouverneur von Glückstadt und Amtmann von Steinburg                                                                                      | Kauf/Tausch |
| 1645–1652 | Albert Balthasar Berns [Behrens], Kaufmann und Finanzier König Christians IV. (erwirbt 1646 auch Tonndorf und Hinschenfelde)                                                                           | Kauf |
| 1652–1664 | Elisabeth Berns, seine Witwe | Erbschaft |
| 1664–1670 | Albert Balthasar Berns jun., beider Sohn | Erbschaft |
| 1670–1678 | Gabriel Berns jun., sein Bruder | Erbschaft |
| 1678      | Anna van der Whiele, seine Schwester | Erbschaft |
| 1678–1679 | Paul von Klingenberg zu Hanerau, ihr Schwager, Staatsrat | Kauf |
| 1679–1705 | Friedrich Christian Freiherr von Kielmansegg(e) | Kauf |
| 1705–1739 | Joachim von Ahlefeld auf Westensee, sein Schwiegersohn | Kauf |
| 1739–1743 | König Christian VI. von Dänemark | Kauf |
| 1743–1762 | Markgraf Friedrich Ernst zu Brandenburg-Culmbach, sein Schwager | zum Nießbrauch überlassen |
| 1762–1782 | Geh. Rat Heinrich Carl Graf von Schimmelmann zu Ahrensburg | Kauf |
| 1782–1842 | Christian Carl Graf von Schimmelmann, sein Sohn (veräußert 1805 den Flecken Wandsbek sowie Tonndorf und Hinschenfelde an die Landesherrschaft)                                                         | Erbschaft |
| 1842–1857 | Ernst Graf von Schimmelmann zu Ahrensburg | Erbschaft |
| 1857      | Johann Anton Wilhelm von Carstenn zu Neverstaven, Kaufmann (das Gutsareal wird parzelliert und stückweise veräußert, das Gehölz an den Flecken Wandsbek verkauft, das intakte Schloss 1861 abgerissen) | Kauf |

Das verbliebene Gutsareal wurde 1861 in Marienthal umbenannt und 1878 in die Stadt Wandsbek eingemeindet. Mit dieser gelangte es durch das Groß-Hamburg-Gesetz 1937 an (das Land) Hamburg, wurde 1938 (in die Stadt Hamburg) eingemeindet.